# District d'Isataï
Le district d'Isataï (en kazakh : Исатай ауданы) est un district de l’Oblys d'Atyraou au Kazakhstan.  

## Géographie
Le centre administratif du district est la ville d'Aqqystau.

## Démographie
Sa population est de 25 895 habitants en 2009.